# Коротковичи (Жлобинский район)
Коротковичи (бел. Кароткавічы) — деревня в Жлобинском районе Гомельской области Белоруссии. Административный центр Коротковичского сельсовета.
На юго-западе республиканский ландшафтный заказник «Выдрица».

## География

### Расположение
В 28 км на юго-запад от Жлобина, 7 км от железнодорожной станции Мормаль (на линии Жлобин — Калинковичи), 110 км от Гомеля.

## Гидрография
На западе и севере мелиоративные каналы.

## Транспортная сеть
Транспортные связи по просёлочной, а затем автомобильной дороге Папоротное — Жлобин. Планировка состоит из криволинейной длинной широтной улицы с переулком, которую на востоке пересекает короткая прямолинейная улица. Застройка двусторонняя, преимущественно деревянная, усадебного типа. Построенные в 1989 году 100 кирпичных домов коттеджного типа заселили переселенцы из загрязнённых радиацией в результате катастрофы на Чернобыльской АЭС мест, преимущественно из деревни Оревичи Хойникского района. Одна из улиц носит название Оревичская.

## История
По письменным источникам известна с XIX века как деревня в Степовской волости Бобруйского уезда Минской губернии. Согласно переписи 1897 года находились хлебозапасный магазин, школа грамоты, постоялый дом. Рядом был одноименный фольварк. В 1905-07 годах жители часто проводили самовольную вырубку леса, что приводило к судебным разбирательствам. Трое крестьян были высланы в Олонецкую губернию многие наказаны в административном порядке. В 1913 году в наёмном доме открыта школа.
С 20 августа 1924 года центр Коротковичского сельсовета Жлобинского, с 28 июня 1939 года Стрешинского, с 17 декабря 1956 года Жлобинского районов Бобруйского (до 26 июля 1930 года) округа, с 20 февраля 1938 года Гомельской области. В 1929 году организованы колхозы «11-летие Октябрьской революции» и «Красный апрель», работали 2 ветряные мельницы и кузница. В 1930-х годах работала семилетняя школа. Во время Великой Отечественной войны оккупанты в декабре 1943 года полностью сожгли деревню и убили 331 жителя. В боях около деревни в декабре 1943 года — январе-июне 1944 года погибли 668 советских солдат и 4 партизана (похоронены в братской могиле в центре деревни). Освобождена 26 июня 1944 года. 346 жителей погибли на фронтах. В 1966 году к деревне присоединена соседняя деревня Гармовичи. Центр колхоза «Родина». Работают средняя школа, отделение связи, библиотека, амбулатория, детские ясли-сад, Дом культуры.
В состав Коротковичского сельсовета входили (в настоящее время не существующие): до февраля 1943 года деревня Залужье (каратели сожгли деревню — 27 дворов и убили 60 жителей), до октября 1943 года — деревня Братки (каратели сожгли 10 дворов, убили 27 жителей), деревня Грушка (каратели сожгли 11 дворов, убили 20 жителей), деревня Залесье (каратели сожгли 17 дворов, убили 23 жителя), деревня Замостье (каратели сожгли 10 дворов и убили 4 жителей), деревня Октябрь (каратели сожгли 7 дворов, убили 15 жителей), деревня Красновка (каратели сожгли 10 дворов, убили 45 жителей), до 1962 года посёлок Водицкий, до 1966 года деревня Гармовичи, посёлки Буда, Восток, до 1983 года деревня Голы.

## Население

### Численность
- 2004 год — 300 хозяйств, 758 жителей.

### Динамика
- 1811 год — 241 мужчин
- 1885 год — 58 дворов, 510 жителей.
- 1897 год — 159 дворов, 1031 житель (согласно переписи).
- 1925 год — 232 двора.
- 1940 год — 267 дворов, 787 жителей.
- 1959 год — 588 жителей (согласно переписи).
- 2004 год — 300 хозяйств, 758 жителей.

## Культура
- Дом культуры

## Достопримечательность
- Братская могила советских воинов и партизан
- Мемориал в память о сожженных деревнях Коротковичского сельсовета (1976)
- Памятник погибшим советским лётчикам — советскому экипажу самолёта «Дуглас Бостон А-20 С», сбитому 5 декабря 1943 года в районе д. Галы Коротковичского сельсовета (открыт 29 июня 2023 года)[1]